# Stuiben (Wetterstein)
Le Stuiben est une montagne d'une altitude de 1 924 m dans le massif alpin du Wetterstein, en Allemagne.

## Géographie

### Situation
La montagne a une orientation nord-sud. Elle présente à l'ouest une façade rocheuse et en pente raide dans le Gassental (Stuibenwand), tandis que le flanc oriental présente des pentes moins raides, des prairies et des pins de montagne qui servent d'alpages en été.
Au sud, le Stuiben se termine par deux sommets : la Stuibenspitze (1 908 m) et le Stuibenkopf (1 924 m). Au sud, le Stuiben borde le Mauerschartenkopf (1 919 m) sur le Blassengrat orienté ouest-est. La Stuibenhütte est située au versant nord du Stuiben.

## Ascension
Les sommets du Stuiben peuvent être facilement escaladés depuis le nord, mais la plupart du temps par les pentes des prairies ; en été en randonnée, en hiver en randonnée à ski. Par le Stuibenkopf, on peut rejoindre le Reintal par le Schützensteig.